# أنطونيو دود مانتل
أنطونيو دود مانتل (بالإنجليزية: Anthony Dod Mantle)‏ (و. 1955  م) هو مصور سينمائي، وممثل أفلام  بريطاني، ولد في أكسفورد، بدأ مشواره المهني سنة 1990، هو عضوٌ في الجمعية البريطانية للمصورين السينمائيين.

## أعمال بارزة
من أهم أعماله:
متشرد مليونير

## جوائز وترشيحات
حصل على جوائز منها:
- جائزة أفضل تصوير سينمائي أوروبي  [لغات أخرى]

‏، عن عمل: ضد المسيح، ومتشرد مليونير في 2009
- جائزة الأوسكار لأفضل تصوير سينمائي، عن عمل: متشرد مليونير في 2007
- جائزة أفضل تصوير سينمائي أوروبي  [لغات أخرى]‏، عن عمل: دوجفيل، وبعد 28 يوما في 2003[8]

ترشح لـ:
- جائزة الأوسكار لأفضل تصوير سينمائي، عن عمل: متشرد مليونير22 يناير 2009
- جائزة أفضل تصوير سينمائي أوروبي  [لغات أخرى]‏، عن عمل: ضد المسيح، ومتشرد مليونير2009[9]
- جائزة أفضل تصوير سينمائي أوروبي  [لغات أخرى]‏، عن عمل: آخر ملوك إسكتلندا2007[10]
- جائزة أفضل تصوير سينمائي أوروبي  [لغات أخرى]‏، عن عمل: ماندرلاي  [لغات أخرى]‏2005[11]
- جائزة أفضل تصوير سينمائي أوروبي  [لغات أخرى]‏، عن عمل: دوجفيل، وبعد 28 يوما2003.[12]

## وصلات خارجية
- أنطونيو دود مانتل في قاعدة بيانات الأفلام على الإنترنت
- أنطونيو دود مانتل  على موقع أول موفي